# Ондор Гонгор
Ондор Гонгор (монг. Өндөр Гонгор; око 1880 — око 1925), познат и као Високи Гонгор, пуно име Пуревин Гонгор (монг. Пүрэвийн Гонгор), био је човек почетком 20. века из Монголије који је имао гигантизам.

## Биографија
Према интервјуу са његовом ћерком, објављеном 1997. године, Гонгор је био треће дете сточара Пурева који је живео у Ховсголу. Као дете није био нарочито крупан, имао је само дуге прсте. Пошто је увек много јео, постао је помало непопуларан међу својим родитељима и на крају је послат у Улан Батор. Једног дана су га позвали код Богд Кана, дали му чисту одећу, а после неког времена су га натерали да се ожени женом која је радила као једна од Богд Канових шивача јер су тврдили да су њихове судбине повезане према хороскопу.
Постоје различита веровања шта је радио на двору Богд Кана, нека од њих су да је радио као рачуновођа, као чувар његовог слона, као његов телохранитељ или рвач. Године 1913. је отпутовао у Русију са делегацијом. Касније се причало да је радио на наплатној канцеларији.
Његову висину је измерио амерички истраживач Рој Чепмен Ендруз који је на почетку 20. века истраживао Монголију. Тада је његова висина била 2,36 метра, али неки други извори говоре како је био висок 2,45 метара. Постао је популаран у целој Монголији, помиње се и приказује у разним извештајима савремених западних путника.
Имао је четворо деце. Преминуо је у свом родном крају пре него што је напунио педесет година. Верује се да је његов леш украден током сахране – у то време, покојници су лежали у степи да их прогутају птице и друге животиње.
Један од његових унука је познати дечји писац у Монголији.